# التهاب الشرايين
التهاب الشرايين أو التهاب الشريان أو التهاب شرياني (بالإنجليزية: Arteritis)‏ هو التهاب جدران الشرايين، والذي عادة ما يكون نتيجة عدوى أو كاستجابة لأمراض المناعة الذاتية. لا يزال التهاب الشرايين، وهو اضطراب معقد، غير مفهوم تمامًا. ويتميز بأنواع مختلفة استنادًا إلى تأثُّر أجهزة الجسم بهذا المرض. من مضاعفات التهاب الشرايين: تجلط الدم، الذي يمكن أن يكون قاتلًا. ويُعدّ كُلًّا من التهاب الشرايين والالتهاب الوريدي من أشكال التهاب الأوعية الدموية.

## الأنواع
قد يكون التهاب الشرايين أولي أو ثانوي إلى بعض الأمراض الأخرى. الأنواع الرئيسية هي:
| مقارنة بين الأنواع الرئيسية من التهاب الشرايين                                                                           | مقارنة بين الأنواع الرئيسية من التهاب الشرايين                                                                        | مقارنة بين الأنواع الرئيسية من التهاب الشرايين              |
| التهاب الشرايين | الأعضاء المصابة | التشريح المرضي                                              |
| --- | --- | ----------------------------------------------------------- |
| التهاب الشرايين تاكاياسو                                                                                                 | الأوعية الكبيرة، بما في ذلك الشريان الأورطي وفروع قوس الأبهر                                                          | المنسجات، الخلايا العملاقة                                  |
| التهاب الشريان ذو الخلايا العملاقة، كما يسمى في كثير من الأحيان التهاب الشريان الصدغي (على الرغم من أنهما يختلفان قليلا) | الشريان الصدغي السطحي، وأوعية أخرى متوسطة وكبيرة الحجم، على سبيل المثال تلك التي تمد الرأس والعينين والأعصاب البصرية  | الخلايا الليمفاوية، البلاعم، والخلايا العملاقة متعددة النوى |
| التهاب الشرايين العقدي                                                                                                   | الأوعية الدموية متوسطة الحجم، تلف الجهاز العصبي المركزي، والجهاز العصبي المحيطي، الكلى والجهاز الهضمي، العضلات، القلب | العدلات، نخر فبريني                                         |

أحد الأمثلة على التهاب الشرايين الثانوي هو التهاب الشرايين الناجم عن العدوى الفطرية المبيضات البيض.

### التهاب الشريان ذو الخلايا العملاقة

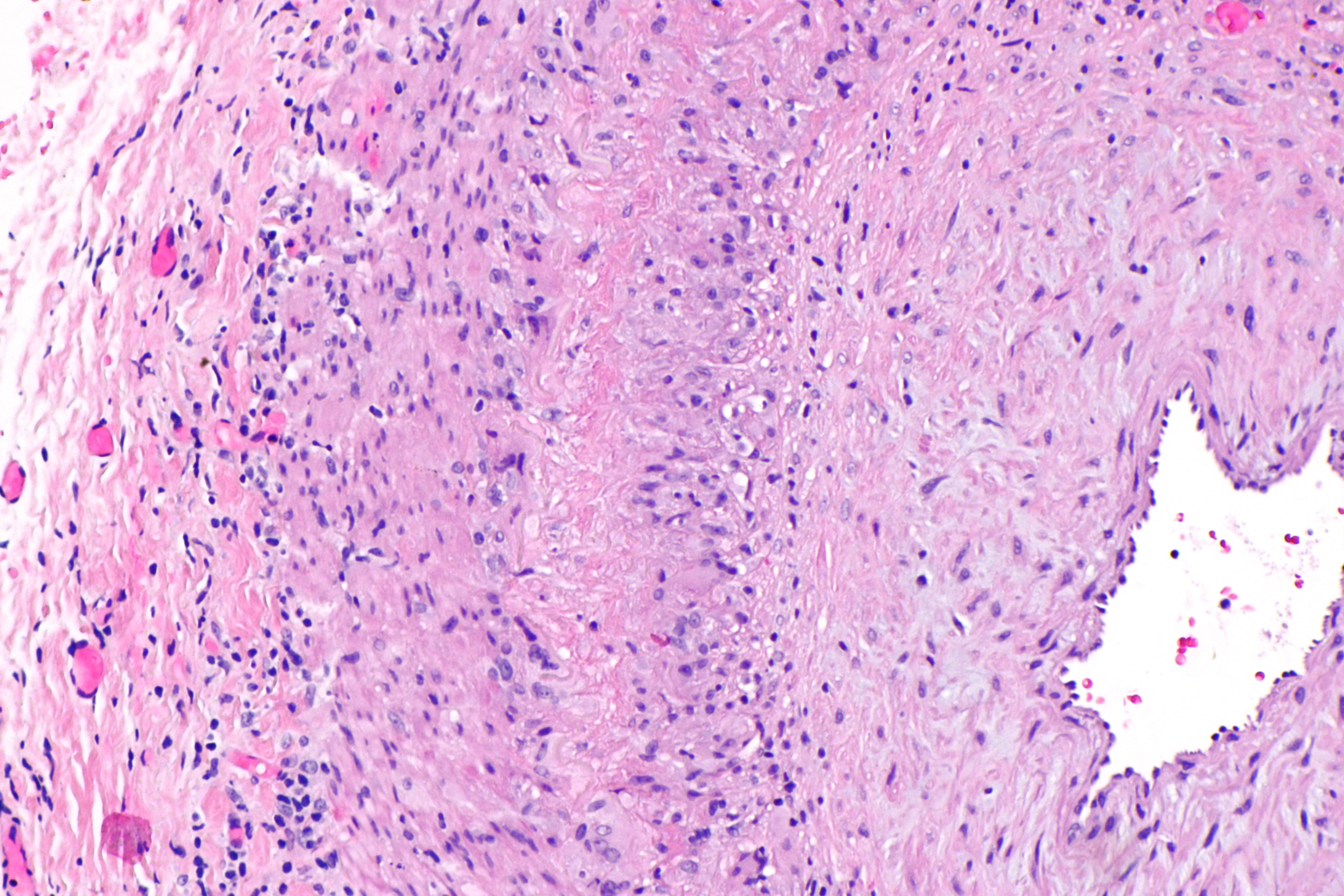
صورة مِجهرية لالتهاب الشريان ذو الخلايا العملاقة (أيضًا التهاب الشريان الصدغي). صبغة الهيماتوكسيلين والإيوسين.

يحتوي التهاب الشريان ذو الخلايا العملاقة على اثنين من أنواع مختلفة من التهابات الشرايين التي لا يمكن تمييزها تقريبًا عن بعضها البعض. التهاب الشريان الصدغي والتهاب الشرايين تاكاياسو. تحتوي كل الأنواع على الشرايين المتوسطة والكبيرة الحجم والتي تصنف على أساس نفاذية الخلايا العملاقة.

### التهاب الشرايين تاكاياسو
يكون هذا النوع من التهاب الشرايين أكثر شيوعًا في الإناث، مع متوسط أعمار 25 عامًا. خاصةً في النساء من أصل آسيوي واللاتي يكنّ في سن الإنجاب. ومع ذلك، على مدى العقود الماضية، تزايدت الإصابة في أفريقيا، وأوروبا، وأمريكا الشمالية. التهاب الشرايين  تاكاياسو هو مرض التهابي يؤثر بشكل رئيسي على الأوعية الكبيرة مثل الشريان الأورطي والفروع المحيطة به. لاتزال الأبحاث المركزة على المرض في الأجزاء الغربية من العالم محدودة. تشير التقديرات إلى أن كل عام يكون عدد الحالات لكل مليون نسمة 2.6.

### التهاب الشريان الصدغي
التهاب الشريان الصدغي هو النوع الثاني من التهاب الشريان ذو الخلايا العملاقة، وهو أيضًا مرض التهابي مزمن يشمل الشرايين متوسطة إلى كبيرة الحجم. التهاب الشريان الصدغي لديه أعلى معدل في الأشخاص اسكندنافية النسب. ومع ذلك، يختلف معدل الإصابة على أساس عدد السكان، والمنطقة والأعراق.
تصنف أعراض التهاب الشريان الصدغي إلى محددة وغير محددة.
أعراض غير محددة:
- الصداع
- حمى منخفضة الدرجة
- التعرق
- فقدان الشهية
- فقدان الوزن
- الشعور بالضيق العام

أعراض محددة:
- ألم عضلي تقلصي بالفك
- أوعية محتقنة وممضة

عادةً ما تحدث الأعراض المحددة  في مراحل متقدمة من التهاب الشريان الصدغي.
يمكن أن يسبب التهاب الشرايين العقدي المتعدد غير معروف الآلية ألمًا بالخصيتين. وكثيرًا ما يرتبط مع تمدد الأوعية الدموية والتهاب الكبد B.

## الأعراض
قد تشمل أعراض التهاب الشرايين قد تشمل ما يلي:
- التهابات
- حمى
- زيادة إنتاج كريات الدم الحمراء
- انخفاض النبض

## التشخيص

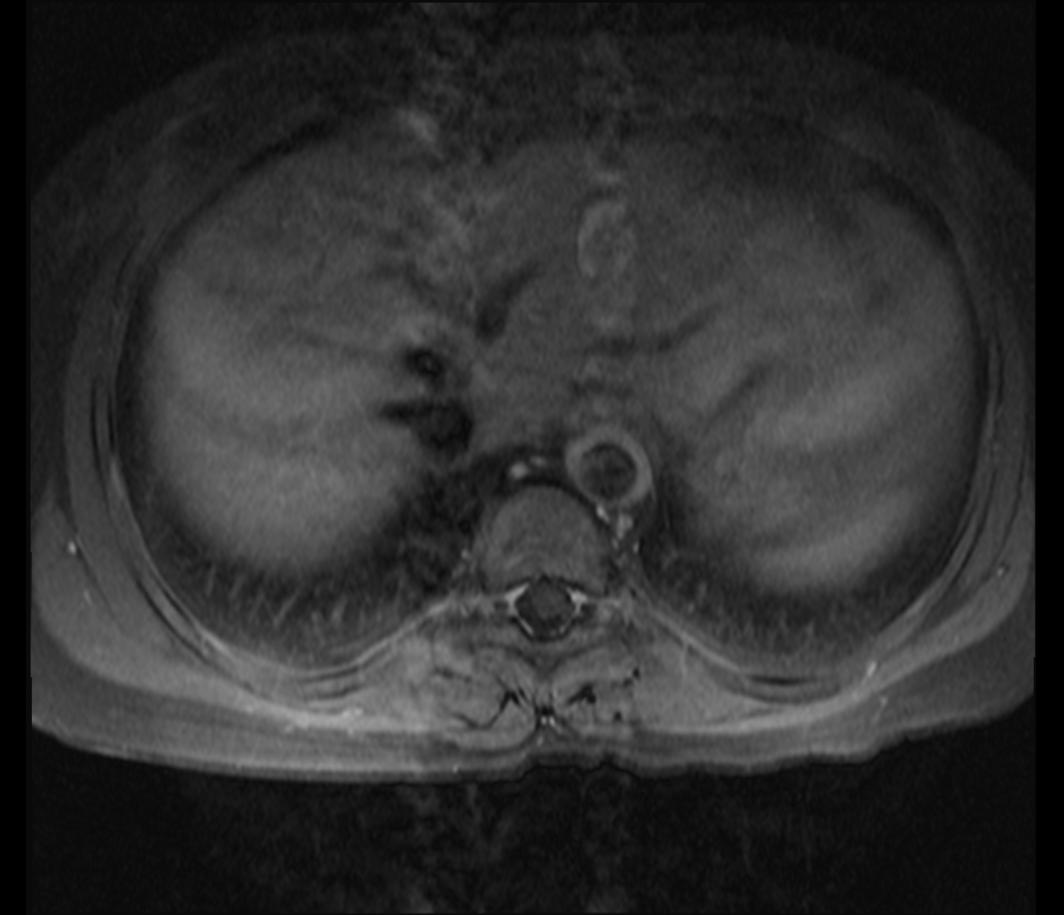
تصوير بالرنين المغناطيسي لتشخيص آلام الظهر في مريضة تبلغ من العمر 15 عام، مُصابة بالتهاب الشرايين تاكاياسو. يُظهر سماكة جدار الأبهر، مع التهاب الأوعية الدموية الكبيرة.

يعتمد تشخيص التهاب الشرايين على الأعراض الطبية غير العادية. قد تكون نفس الأعراض ناجمة عن عدد من الحالات الأخرى مثل متلازمة إهلرز-دانلوس ومتلازمة مارفان (كلاهما من اضطرابات النسيج الضام الموروثة)، والسل، ومرض الزهري، ومتلازمة بورغر، ومرض بهجت، ومرض كاواساكي. يمكن أن تُستخدم مختلف تقنيات التصوير لتشخيص ومراقبة تطور المرض. تشمل طرائق التصوير: تصوير الأوعية الدموية المباشر، وتصوير الأوعية الدموية بالرنين المغناطيسي، والتصوير بالموجات فوق الصوتية.
يُستخدم تصوير الأوعية عادةً في تشخيص التهاب الشرايين تاكاياسو وخاصة في المراحل المتقدمة من المرض، عندما يصبح من الممكن ملاحظة تضيق الشرايين، وانسداد، أو تمدد الأوعية الدموية.
ومع ذلك، تصوير الأوعية هو تشخيص غازي نسبيًا، ويُعرِّض المرضى لجرعات كبيرة من الإشعاع، لذلك لا يُنصَح به روتينيًا، أو لمراقبة تطور المرض على المدى الطويل في المرضى الذين يعانون من التهاب الشرايين تاكاياسو.
يمكن أن يحدد التصوير المقطعي للأوعية حجم الشريان الأورطي والفروع المحيطة به، ويمكن التعرف على آفات جدار الوعاء في المراحل المتوسطة أو المتأخرة من التهاب الشرايين. كما يمكن أيضًا أن تُظهِر تدفق الدم داخل الأوعية الدموية. ومثل تصوير الأوعية، يُعرِّض التصوير المقطعي للأوعية المرضى لجرعات عالية من الإشعاع.
يستخدم تصوير الأوعية بالرنين المغناطيسي لتشخيص التهاب الشرايين تاكاياسو في المراحل المبكرة، مُوضّحًا تغييرات مثل سماكة جدار الوعاء الدموي. حتى التغيرات الصغيرة يمكنه قياسها، مما يجعله أداة مفيدة لرصد تطور المرض دون تعريض المرضى للإشعاع من تصوير الأوعية المباشر أو التصوير المقطعي. لكنَّه مُكلِّف، ويُظهر تكلُّس الشريان الأورطي والشرايين البعيدة بشكل أقل وضوحًا من أساليب التصوير الأخرى.
الموجات فوق الصوتية وسيلة مثالية لتشخيص المرضى في المراحل المبكرة من التهاب الشرايين عند حدوث التهاب في جدران الوعاء. ويمكن أن تُظهر أيضًا تدفق الدم داخل الأوعية الدموية. الموجات فوق الصوتية هي الخيار الأول للتشخيص لأنها سريعة نسبيًا، ورخيصة، ولا تُعرِّض المرضى للإشعاع. كما أنها تُستخدم لمراقبة تطور المرض على المدى الطويل في التهاب الشرايين تاكاياسو. ليست كل الآفات الوعائية مرئية بواسطة الموجات فوق الصوتية، وتعتمد دقة المسح، إلى حد ما، على الشخص القارئ للمسح الضوئي، حيث تُلاحَظ النتائج في الوقت نفسه.

## العلاج

### الأدوية
الخَيَار الأول لعلاج التهاب الشرايين هو جلايكورتيكود (الستيرويد) عن طريق الفم، مثل بريدنيزون، يُؤخَذ يوميًا لمدة ثلاثة أشهر. بعد هذه المرحلة الأولية، يمكن تخفيض جرعة الدواء أو تردده، على سبيل المثال؛ كل يوم بالتبادل، إن أمكن. إذا كان المرض يزداد سوءًا مع جدول العلاج الجديد، يمكن إعطاء دواء سام للخلايا، بالإضافة إلى جلايكورتيكود. وتشمل الأدوية السامة للخلايا المستخدمة عادةً الآزوثيوبرين، الميثوتريكسيت، أو السيكلوفوسفاميد. يمكن تخفيض جرعة دواء جلايكورتيكود إذا كانت الاستجابة للعلاج جيدة. ويمكن تخفيض هذا الدواء تدريجيًا بمجرد أن يصبح المرض غير نشط، تُسحب الجرعة ببطء (للسماح بوقت لضبط الجسم) حتى إيقافها تمامًا. على العكس من ذلك، إذا كان هذا المرض لا يزال نشطًا، فسوف يحتاج إلى زيادة الدواء. بعد ستة أشهر، إذا كان الدواء لا يمكن خفضه إلى أيام بديلة، أو إذا كان لا يمكن وقفه خلال 12 شهر، من ثَمَّ يُعتبَر العلاج قد فشل.
العلاج النبضي هو طريقة بديلة للعلاج، وذلك باستخدام جرعات أعلى بكثير على مدى فترة قصيرة من الزمن، للحد من الالتهاب داخل الشرايين. وغالبًا ما يستخدم ميثيلبردنيسولون، وهو جلايكورتيكود، لهذا العلاج النبضي؛ والسيكلوفوسفاميد بديل أيضًا. وقد تبين أن هذه الطريقة تكون ناجحة لبعض المرضى. وأظهر العلاج المُثبِّط للمناعة، مثل مع سيكلوفوسفاميد، تخفيف الأعراض المرتبطة بالتهاب الشرايين.